# 小川秀樹
小川 秀樹（おがわ ひでき、1961年 - ）は、日本の実業家、株式会社埼玉新聞社元代表取締役社長。

## 人物・経歴
1961年、埼玉県生まれ。1985年3月、立教大学文学部教育学科卒業。同年4月埼玉新聞社入社。県庁記者から始まり、政経部長、広告局企画部長、業務局長などを経て、2010年代表取締役社長。2019年取締役会長兼編集主幹。2020年6月より相談役。埼玉新聞事業社取締役。